# Ломая, Венера Давидовна
Венера Давидовна Ломая (1928 год, село Ахалсопели, Зугдидский район, ССР Грузия) — звеньевая колхоза имени Берия Ахалсопельского сельсовета Зугдидского района, Грузинская ССР. Герой Социалистического Труда (1949).

## Биография
Родилась в 1928 году в крестьянской семье в селе Ахалсопели Зугдидского района (сегодня — Зугдидский муниципалитет. Трудовую деятельность начала в годы Великой Отечественной войны на чайной плантации колхоза имени Берия (с 1953 года — колхоз имени Ленина Зугдидского района), председателем которого с 1938 года был Антимоз Рогава. В послевоенные годы возглавляла комсомольско-молодёжное звено.
В 1948 году звено под его руководством собрало в среднем по 10102 килограмм сортового зелёного чайного листа на участке площадью 2,5 гектара. Указом Президиума Верховного Совета СССР от 29 августа 1949 года удостоена звания Героя Социалистического Труда за «получение высоких урожаев сортового зелёного чайного листа и цитрусовых плодов в 1948 году» с вручением ордена Ленина и золотой медали «Серп и Молот» (№ 4580).
Этим же Указом званием Героя Социалистического Труда были также награждены 16 тружеников колхоза имени Берия Зугдидского района: бригадиры Партен Михайлович Кадария, Владимир Михайлович Макацария, звеньевые Ариадна Джуруевна Купуния, Вера Евгеньевна Купуния, Ольга Филипповна Купуния, Хута Григорьевна Купуния, Мария Гудуевна Макацария, Хута Герасимовна Хвингия, колхозницы Валентина Николаевна Джоджуа, Паша Несторовна Джоджуа, Ольга Павловна Кантария, Надя Платоновна Пония, Ивлита Тарасовна Хасия, Лена Герасимовна Хвингия, Лена Константиновна Читанава, Мария Николаевна Читанава и Валентина Акакиевна Шаматава.
За выдающиеся трудовые достижения по итогам работы в 1949 году была награждена вторым Орденом Ленина.
После выхода на пенсию проживала в родном селе Ахалсопели.
Награды
- Герой Социалистического Труда
- Орден Ленина — дважды (1949; 19.07.1950)